# Я — Хортица
«Я — Хортица» — советский цветной художественный фильм 1981 года. Создан на основе реальных событий Великой Отечественной войны и посвящён 40-летию подвига героев Хортицы — членов отряда «Юные чапаевцы». 
Сценарию Льва Аркадьева предшествовала написанная им статья, в которой рассказывалось о деятельности отряда. Статья называлась «Дорогие наши мальчишки» и была опубликована в газете «Труд» от 5 ноября 1976 года.
Киносъёмки проводились в Запорожье на острове Хортица. Премьера фильма состоялась в апреле 1981 года в Запорожском дворце культуры «Орбита».
Почётными гостями кинопремьеры были воспитанники Запорожской детской железной дороги, которые принимали участие в съёмках. Юный машинист ДЖД (Юра Жданов) сыграл роль Лёньки, прообразом которого был один из членов отряда «Юные чапаевцы» Леонид Панфиловский. Во время съёмок фильма при неосторожном обращении с пиротехникой погиб запорожский школьник.

## Сюжет
Сюжет фильма начинается событиями 18 августа 1941 года. Идёт 58-й день Великой Отечественной войны. Немецкие войска вплотную подошли к Запорожью.
Живущие на острове Хортица школьники-комсомольцы: Володя, Вилька (Виле́н) и Фо́рка (Христофор) не могут оставаться в бездействии, узнав о том, что на остров прорвались немецкие мотоциклисты.
Майор Антонов — командир подразделения, ведущего кровопролитный бой, удерживая оборону острова, даёт мальчикам серьёзное задание: из зоны боя необходимо эвакуировать раненых — ребята должны довести санитарный обоз до Запорожья. Хорошо зная остров, дорогами, которые известны только им, мальчики приводят обоз к мосту, ведущему на левый берег Днепра, но мост оказывается взорванным.
Укрепившись на Хортице, немецкие войска начинают вести с высоких берегов острова миномётно-артиллерийский обстрел левобережья.
Чувствуя ответственность за жизни доверенных им раненых красноармейцев, ребята надеются найти помощь в Запорожье. Дождавшись ночи и погрузив в лодку несколько раненых, Володя с помощью Самвела, под непрерывным неприятельским огнём переправляется на левый берег. После беседы с генералом Филимоновым ему становится ясно, что спасение раненых зависит от успеха готовящейся военной операции по освобождению Хортицы.
Обратно на остров Володя добирается вплавь, сопровождая разведчиков, которые должны собрать информацию о расположении немецких войск, оккупировавших часть Хортицы. Но выбравшись на берег, он понимает, что доплыть удалось только ему — разведчики погибли.
Собрав группу надёжных товарищей, мальчики решают не только выполнить задание погибших разведчиков — доставить в Запорожье необходимые разведданные, нанеся на карту острова объекты неприятеля, но и, по возможности, помочь наступлению советских войск, отметив эти объекты кострами.
Выполнению задуманного плана неожиданно помогают сами немцы. Прорвавшиеся на Хортицу подразделения немецкой армии сопровождает съёмочная группа военной кинохроники, которая должна зафиксировать на киноплёнку местное население, радостно встречающее цветами и хлебом-солью немецкую армию «освободителей». Исполнительный, корректный, говорящий по-немецки Володя внушает доверие «штатскому эсэсовцу» — руководителю съёмочной группы. После того, как первая попытка киносъёмки проваливается, закончившись расстрелом старика, не пожелавшего подносить хлеб-соль немецкому полковнику, въезжающему на танке на площадь посёлка, Володя предлагает другой сюжет съёмки: на поляне у заветного Запорожского дуба ребята берутся устроить представление в стиле запорожских казаков, угостив немцев настоящим кулешом, приготовленном на костре. «Сколько котлов — столько костров». Предложение Володи принимается «штатским эсэсовцем» с воодушевлением, он надеется снять самый лучший эпизод своего киносборника: «Хортица — это колыбель украинской вольницы, символ. И если она с нами, значит с нами вся Украина… Одна такая съёмка для великой Германии значит больше, чем несколько боевых побед.»
Услужливое рвение Володи и его идея киносъёмки на открытом пространстве у костров, всего в километре от противника, кажутся немецкому полковнику в высшей степени подозрительными, но имея приказ оказывать содействие киногруппе и уступая доводам «штатского эсэсовца» о важности пропаганды, он вынужден согласиться на это мероприятие.
Две красные ракеты, обозначающие начало наступления советских войск, становятся сигналом, по которому на острове дружно вспыхивают костры. Среди них горит костёр, зажжённый «классным миномётиком», сделанным изобретательным Форкой; пылает костёр, зажжённый при помощи авиамодели, пущенной учащимся авиационного техникума Вилькой; горит пулемётная вышка, которую с крыши конюшни забросал гранатами отчаянный Лёнька. А на поляне перед старым дубом, среди мечущихся в свете костров немцев, дополнительным факелом вспыхивает тело Володи, прошитое автоматной очередью и воспламенившееся от бутылки с зажигательной смесью.
Подсвеченные кострами неприятельские объекты Хортицы, становятся удобной мишенью для советской авиации.
Фильм заканчивается кадрами советской кинохроники периода Великой Отечественной войны и закадровым текстом: 

Из приказа командующего 12 армией генерала Галанина: «Выполняя приказ Военного совета, наши части доблестно вели борьбу за овладение островом Хортица и уничтожение противника на нём, проявив в этих тяжёлых боях образцы мужества, отваги, беззаветного служения Родине. Стремительным ударом в ночь с 5-го на 6-е сентября 1941 года остров был захвачен. Уцелевший враг, бросая оружие, бежал.»

## Состав

### В ролях
- Олег Де-Рибас — Володя
- Юрий Жданов — Лёнька
- Василий Скромный — Христофор
- Сергей Канищев — Виля
- Эдуард Соболев — Юрка
- Владимир Мкртчян — Самвел
- Пилле Пихламяги — Эви
- Улдис Лиелдидж — немецкий полковник
- Лембит Ульфсак — штатский эсэсовец
- Николай Шутько — Карпо Иванович
- Сергей Свечников — Павел Силюк
- Николай Рыбников — генерал-майор Филимонов
- Анатолий Барчук — Сергей Никифорович Антонов
- Юрий Медведев — военный врач

### Съёмочная группа
- Автор сценария — Лев Аркадьев
- Режиссёр-постановщик — Александр Игишев
- Главный оператор — Евгений Козинский
- Художник-постановщик — Муза Панаева
- Композитор — Ян Фрейдлин

## Вопрос соответствия сюжета фильма реальным историческим фактам
Малобюджетный, ориентированный на детскую аудиторию и снятый в жёстких рамках советской цензуры эпохи застоя, фильм не мог с полной достоверностью отобразить недостаточно исследованную и почти нигде не описанную тогда страницу трагической обороны Запорожья в первые месяцы Великой Отечественной войны. Но за отдельными эпизодами, а иногда и просто репликами героев, кроются истинные факты грозной реальности 1941 года.
По сюжету фильма, одним из первых пострадавших от рук оккупантов, занявших посёлок на Хортице, стал представитель местной поселковой власти. Не позволяющий ни себе ни другим видеть реальность поражений советской армии, не желающий верить истинному положению дел, он оказался не готовым к встрече с врагом. Он умирает на дороге опустевшего посёлка. Получив за несколько минут до этого сведения по телефону о том, что на Хортице видели немцев, он резко отчитывает собеседника за распространение панических слухов и угрожает ему наказанием: «А за паникёрство по закону военного времени…» Этот эпизод воссоздаёт очень типичную для первых месяцев ВОВ ситуацию, когда борьба с паникёрством приводила к недостаточной информированности и невозможности принять правильное решение. При подходе немецкой армии к Запорожью любые слухи о приближении немцев расценивались как паникёрство и карались расстрелом без суда и следствия. Расстрел производился вооружёнными патрулями иногда прямо во дворах жилых домов.
Из приказа командующего войсками 9-й армии № 00173 о приведении войск в порядок и повышении их боеспособности в обороне на левом берегу реки Днепр (от 21 августа 1941 г.): 

«Всех, кто проявляет халатность, трусость, паникёрство — расстреливать на месте…»
Столкнувшись с необходимостью переправиться с Хортицы в Запорожье, герои фильма попадают в сложную ситуацию из-за отсутствия на острове плавсредств. Подчиняясь приказу, жители острова вынуждены были сдать все имеющиеся у них лодки. Ознакомившись с воспоминаниями полковника милиции в отставке Г. Ф. Котова, можно понять, о какого рода приказе идёт речь:

«Вскоре пришёл приказ очистить остров Хортицу от неприятеля. Началась подготовка к форсированию реки Днепр. Плавсредств 274-я СД (стрелковая дивизия) не имела, моему отряду было дано задание собрать лодки и катера, где только можно.»

Лембит Ульфсак в роли «штатского эсэсовца». Кадр из фильма «Я — Хортица».

Авторы фильма коснулись очень редко затрагиваемой в искусстве кино темы — работы немецкой военной кинохроники того периода, когда она была важным фактором, обеспечивающим эффективность немецкой пропаганды. По словам Зигфрида Кракауэра: «То значение, которое придавалось кинохронике после сентября 1939 года (1 сентября 1939 года — начало Второй мировой войны), далеко превосходит её прежние достижения и его нельзя недооценивать». Рассуждая о творческих принципах нацистского хроникёра, руководитель киносъёмочной группы («штатский эсэсовец» в исполнении Лембита Ульфсака) приводит две цитаты, авторство которых приписывает А. Гитлеру: «Чем чудовищнее ложь, тем скорее в неё поверят» и «Пропаганда помогла нам прийти к власти, пропаганда поможет нам завоевать весь мир». Но первая цитата — это принцип, сформулированный Й. Геббельсом, а вторая — частично воспроизводит лозунг, украшавший в 1936 году зал съезда национал-социалистов в Нюрнберге: «Пропаганда помогла нам прийти к власти. Пропаганда поможет нам удержать власть. Пропаганда поможет нам завоевать весь мир».

Николай Рыбников в роли генерала Филимонова. Кадр из фильма «Я — Хортица».

Сцены киносъёмки на поляне у Запорожского дуба снимались в семи километрах от ДнепроГЭС, в посёлке Верхняя Хортица, у дерева, объявленного в 2010 году Национальным деревом Украины. Согласно одной из многочисленных легенд, связанных с ним — якобы в 1943 году, Адольф Гитлер во время своего визита в Запорожье пожелал вывезти распиленный на части дуб в Германию, и собрав там уже мёртвое дерево, установить его как символ победы арийского духа над славянским. Воплощению идеи фюрера помешало стремительное наступление советских войск. Отзвуком этой легенды в фильме звучат слова «штатского эсэсовца»: «Этому дубу полтысячи лет, если не больше. Когда-то казаки праздновали под ним свои победы, а сегодня их правнуки будут чествовать своих победителей». В конце 1980-х годов дерево начало засыхать. К 1996 году у него осталась только одна живая ветка. От обрушения дуб оберегался системой растяжек, укреплённых на трёх мачтах, установленных вокруг него. К концу 2015 года дерево почти разрушилось. Мощного, величественного дерева, запечатлённого в кадрах фильма «Я — Хортица», больше нет.
В фильме, выпущенном в 1981 году, упоминается о подрыве плотины ДнепроГЭС — факте, который в то время практически замалчивался. Действующий в фильме генерал Филимонов (прообразом киногероя был заместитель начальника штаба Южного фронта генерал-майор Ф. М. Харитонов), получив сообщение о разрушении плотины, отдаёт приказ: «После налёта авиации прорвало плотину ДнепроГЭСа, прорыв увеличивается. Приказываю всему составу отойти на высоты и проследить, чтобы на реке никого не осталось».
Плотина «флагмана советской гидроэнергетики» была взорвана 18 августа 1941 года отступавшими советскими войсками. Никто из комендантских служб о взрыве предупреждён не был. Гигантская волна, образовавшаяся в результате разрушения перемычки плотины, хлынув вниз по течению Днепра, привела к огромным человеческим жертвам и большому материальному ущербу.

## Релизы на VHS и DVD
- В 2003 году фильм «Я — Хортица» был выпущен на видеокассете VHS[20].
Дистрибьютор — «Энио-Фильм».
Звуковые дорожки: русский.

- Фильм вошёл в состав киносборника, выпущенного на DVD коллекционным изданием. Кроме фильма «Я — Хортица» в киносборник вошли фильмы, посвящённые теме Великой Отечественной войны: «Действуй по обстановке!», «Отряд», «На войне как на войне», «Вторжение», «Ещё о войне»[19].
- В 2010 году фильм был выпущен в составе коллекционного издания «Централ Партнершип» из серии «У голубого экрана» — «Герои великой войны. Диверсанты и спецназ». В сборник вошли также фильмы «Дожить до рассвета», «Крепость» и «Берём всё на себя»[21].